# تمكين المرأة

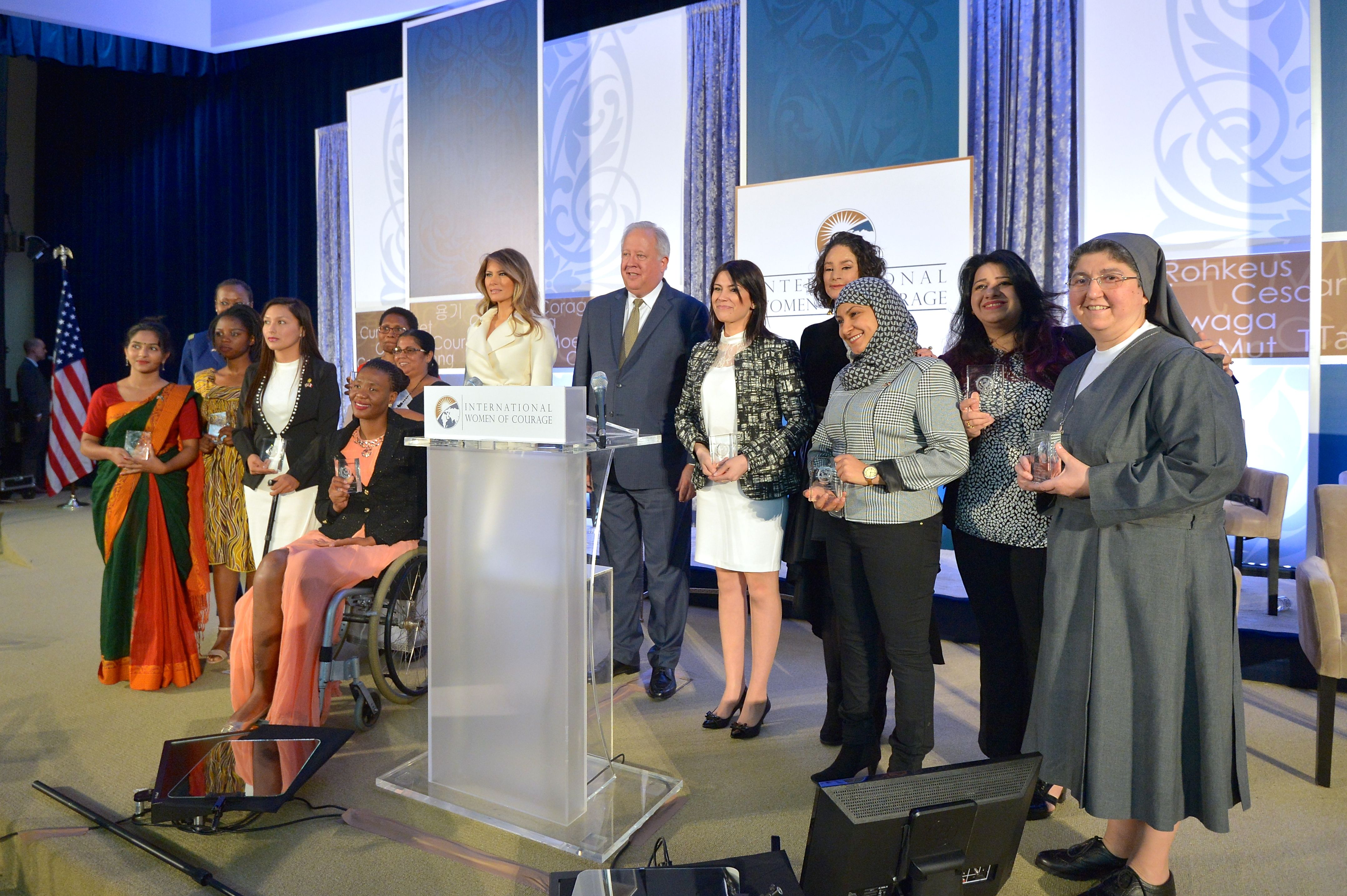
تمكين المرأة إلى تقوية النساء في المجتمعات المعاصرة

يشير مصطلح تمكين المرأة إلى تقوية النساء في المجتمعات المعاصرة وقد أصبح هذا المفهوم موضوعًا هامًا للنقاش خاصة في مجالات التنمية والاقتصاد، ومن الممكن أيضًا أن يشير مفهوم التمكين للأساليب التي تمكن الأجناس الأخرى المهمشة في سياقٍ اجتماعي أو سياسي معين.
يُعنى المفهوم الأكثر شمولية لمصطلح تمكين المرأة بالأشخاص من أي جنس كان (مع التشديد على الفرق بين الجنس البيولوجي والجنس كدورٍ يؤديه الشخص) وبذلك يشير أيضاً إلى الأجناس المهمشة الأخرى في سياق سياسي أو اجتماعي معين..

## الطرق التي تساعد على تمكين المرأة
تعد حقوق ملكية الأراضي طريقة هامة لتحقيق تمكين المرأة اقتصاديًا وإعطاء النساء الثقة التي يحتجن إليها لمعالجة قضية عدم المساواة بين الجنسين، وغالبًا ما تكون حقوق ملكية النساء للأراضي في الدول النامية مقيدة قانونيًا على أساس الجنس فقط. حصول النساء على حقوقهن في الأراضي يمنحهن قوة للمفاوضة وبالتالي تكون لديهن القدرة على إثبات أنفسهن في مجالات عدة في الحياة سواءً في خارج المنزل أو داخله. هناك طريقة أخرى لتحقيق تمكين المرأة وهي إعطاء النساء المسؤوليات التي عادةً ما تقع على عاتق الرجال. عندما يتحقق تمكين المرأة اقتصاديًا سوف ينظر لهن الاخرون كأعضاء في المجتمع على قدم المساواة، وبذلك تحقق المرأة احترام الذات وتتحلى بالثقة بالنفس عن طريق اسهاماتها لمجتمعها، لذا فإشراك النساء كجزء من المجتمع يترتب عليه الكثير من الاثار الإيجابية.
في دراسة أجرتها بينا أقاروال تم فيها إعطاء النساء دورًا في مجموعة تُعنى بحماية الغابات، لم تزد مشاركة النساء من كفاءة المجموعة فقط بل اكتسبن أيضًا ثقةً كبيرةً بالنفس وأصبح الاخرون بما فيهم الرجال يكنون لهن احترامًا أكبر.
تعد مشاركة المرأة - والتي يمكن رؤيتها وتحقيقها بعدة طرق- من أكثر أشكال تمكين المرأة فائدة، حيث تلعب المشاركة السياسية وهي القدرة على التصويت والتعبير عن الرأي أو القدرة على الترشح للرئاسة مع توفر الفرصة العادلة للانتخاب دورًا كبيرًا في تمكين المرأة، ولكن المشاركة لا تقتصر على مجال السياسة فقط بل تتضمن أيضًا المشاركة في المنزل والمدرسة والقدرة على اتخاذ القرارات الشخصية وبالطبع فإن هذا النوع من المشاركات يجب تحقيقه قبل الانتقال إلى المشاركة السياسية الأكثر اتساعًا.
تتحقق المساواة بين الرجل والمرأة بشكل أكبر عندما تمتلك المرأة القدرة على فعل ما تريده لذا يُعتقد بأن إعطاء القروض الصغيرة وسيلة من وسائل تحقيق تمكين المرأة، فقد أصبحت الحكومات والمنظمات والأفراد يولون اهتمامًا كبيرًا لهذا النوع من التمويل حيث يأملون بأن إعطاء القروض سيسمح للنساء بأداء وظائفهن في الأعمال والمجتمع والذي بدوره يمكنهن من تحقيق الكثير في مجتمعاتهن.
أحد الأهداف الأساسية التي أنشأ من أجلها تمويل المشاريع الصغيرة هو تمكين المرأة حيث تعطى القروض ذات معدل الفائدة المنخفض للنساء في المجتمعات النامية لكي يستطعن بدأ مشاريع صغيرة تساعدهن في إعالة عائلاتهن ، وعلى الرغم من ذلك فإن نجاح وكفاءة القروض الصغيرة موضوع جدلي ودائمًا ما يتم نقاشه.

## استخدام الإنترنت كأداة لتمكين المرأة
كان للاستخدام المتنامي للشبكة العنكبوتية في أواخر القرن العشرين دورًا في السماح للنساء بتمكين أنفسهن من خلال استخدامهن للإنترنت بطرق مختلفة، ومع ظهور الشبكة العنكبوتية العالمية بدأت النساء باستخدام مواقع التواصل الاجتماعي مثل فيسبوك وتويتر للتعبير عن مطالبهن، ومن خلال هذا النهج الجديد الذي اتخذته النساء أصبح بإمكانهن تمكين أنفسهن من خلال تنظيم الحملات والتعبير عن آرائهن فيما يخص تساوي الحقوق بين الرجل والمرأة دون أن يشعرن أنهن مضطهدات من أعضاء المجتمع ، فعلى سبيل المثال أطلقت 100 امرأة مهتمة بقضايا المرأة حملة على الإنترنت في 29 مارس 2013 أُجبر على أساسها موقع فيسبوك والذي يعتبر أهم مواقع التواصل الاجتماعي على إغلاق صفحات عدة كانت تنشر الكراهية ضد النساء.
وفي السنوات الأخيرة أصبح التدوين أيضًا أداة هامة للتمكين التعليمي للمرأة، فوفقًا لدراسة أجرتها جامعة كاليفورنيا في مدينة لوس أنجلوس اتضح أن المرضى الذين يقرأون ويكتبون عن المرض الذي يعانون منه يكونون غالبًا أكثر سعادة وثقافة من غيرهم من المرضى، وذلك لأن قراءة تجارب الاخرين تساعد المرضى على تثقيف أنفسهم بشكل أفضل وتمكنهم من تطبيق الاستراتيجيات التي يقترحها المدونون الاخرون.
في الوقت الحاضر أصبح بإمكان النساء الدراسة من منازلهن  وذلك بسبب سهولة الوصول للتعلم الإلكتروني وقلة تكلفته، والتمكين التعليمي للمرأة من خلال التقنيات الجديدة كالتعلم الإلكتروني يكسبها أيضًا مهارات جديدة تساعدها في العالم المتقدم اليوم والمتسم بالعولمة.

## معوقات تمكين المرأة
العديد من معوقات تمكين المرأة والمساواة تكمن في العادات الثقافية، والعديد من النساء يعانين من ضغوطات هذه العادات بينما اعتادت بعض النساء على معاملتهن كمخلوق أدنى منزلة من الرجل ، وحتى لو أدرك الرجال والمشرعين والمنظمات غير الحكومية منافع تمكين المرأة ومشاركتها لا يزال العديد من الناس يخشى عرقلة الوضع الراهن ويستمرون في سماحهم للعادات المجتمعية بالوقوف في وجه التطوير.
تُظهر الأبحاث أن الارتفاع في معدل استخدام الإنترنت نتج عنه ارتفاع في نسبة استغلال النساء، فنشر المعلومات الشخصية على المواقع يهدد السلامة الشخصية لبعض النساء، وفي عام 2010 قالت منظمة (العمل لوقف الاستغلال الإلكتروني) أن 73٪ من النساء يقعن ضحايا للاستغلال من خلال هذه المواقع، وتتضمن أنواع الاستغلال على الإنترنت استخدامه لملاحقة وتعقب الأشخاص والتحرش بهم.
يعتبر التحرش الجنسي على وجه الخصوص من أكبر المعوقات التي تواجه المرأة في مكان العمل وتوجد هذه الظاهرة في كل المجالات تقريبا ولكن تكثر ملاحظتها في مجالات الأعمال والتجارة والبنوك والموارد المالية والمبيعات والتسويق والضيافة والخدمة المدنية والتعليم والمحاضرات والتدريس، وبحسب منظمة العمل الدولية (ILO) فإن التحرش الجنسي صورة واضحة من صور التمييز الجنسي وتجلي للعلاقة غير المتساوية بين الرجل والمرأة، إضافة إلى ذلك تقرر اتفاقية الأمم المتحدة للقضاء على جميع أشكال التمييز ضد المرأة زيادة تدابير حماية المرأة من التعرض للتحرش الجنسي والعنف في أماكن العمل.
وفقًا لدراسة أجريت فإن 54% من الأشخاص يتعرضون لشكل من أشكال التحرش الجنسي في العمل 79 % من هؤلاء الضحايا هم من النساء و21% منهم رجال، وتشير الدراسات إلى أن المرأة تواجه معوقات في مكان العمل أكثر من تلك التي يواجهها الرجل، وتشمل المعوقات المتعلقة بالجنس التحرش الجنسي وممارسات التوظيف غير العادل والتدرج الوظيفي وعدم المساواة في الأجور حيث تتقاضى النساء أجرًا أقل من الرجال مع أنهن يؤدين العمل نفسه، وبالنظر إلى متوسط دخل الرجال والنساء الذين يعملون طوال السنة في وظيفة بدوام كامل فإن البيانات الحكومية في عام 2014 تشير إلى حصول المرأة على 0.79 دولار مقابل كل دولار واحد يجنيه الرجل، وبحسب دراسة أجرتها مؤسسة الشراكة الوطنية للنساء والأطفال في عام 2014 فإن متوسط دخل الأم العاملة يصل إلى 0.71 دولار مقابل كل دولار يحصل عليه الأب.
وبينما يركز نقاش العامة في موضوع «فجوة الأجور» على مسألة حصول المرأة على أجر مساوٍ للأجر الذي يحصل عليه الرجل عند أدائهم للعمل ذاته، فإن الكثير من النساء يعانين مما يسمى بـ «غرامة الحمل» حيث أن المشكلة الرئيسية على حسب قول الخبراء هي أن احتمالية إنجاب طفل تدفع أصحاب العمل لجعل المرأة تغير قرارها بشأن الإنجاب  ، وبناءً على ذلك تصبح المرأة في وضع يُحتم عليها اتخاذ قرار من بين اثنين؛ إما أن تستمر في كونها امرأة عاملة أو أن تنجب أطفالاً، وقد أثارت هذه المشكلة النقاش حول إجازة الأمومة في الولايات المتحدة.
بالرغم من المعاناة بسبب مشكلة تساوي الأجور في الولايات المتحدة إلا أن صناعة التقنية أحدثت تقدمًا في تشجيع تساوي الأجور بين الجنسين، وفي شهر مارس من عام 2016 أصدر موقع مهنة التقنية (Dice) دراسة أجريت على أكثر من 16 ألف مهني في التقنية ووجدوا أنه ليس هناك فجوة بين الأجور عند مقارنة أجور المهنيين ذوو التعليم والخبرة والمنصب المتكافئ حيث أن هذه الفجوة لم تعد موجودة منذ ست سنوات، هذه الصناعة الجديدة تمهد الطريق للشركات الأخرى لفعل الأمر ذاته، ولكنها تعاني في الوقت نفسه من توظيف النساء في المناصب التنفيذية بسبب معوقات التحرش الجنسي والحمل التي سبق ذكرها، مثل هذه المعوقات تُصعب على للنساء الترقي في العمل أو الحصول على مكافآت عادلة على العمل الذي يقمن به.

## قياس تمكين المرأة
يمكن قياس تمكين المرأة من خلال مقياس تمكين المرأة (GIM) الذي يوضح مدى مشاركة النساء في دولة ما في المجالات السياسية والاقتصادية، ويتم حساب هذا المقياس عن طريق رصد حصة النساء من مقاعد البرلمان وحصتهن في المناصب التشريعية والمناصب الإدارية والرسمية العالية وأعداد النساء من أصحاب المهن والعمال الفنيين. كما يحسب المقياس اختلاف الدخل المستحق بين الجنسين والذي يعكس درجة الاستقلال الاقتصادي للمرأة، ثم يُصنف المقياس الدول بناءً على هذه المعلومات. هناك مقاييس أخرى تأخذ بعين الاعتبار أهمية المشاركة النسوية والمساواة ومن ضمنها: مؤشر المساواة بين الجنسين ومؤشر التنمية المتعلقة بالجنسين (GDI)

## دور المرأة في المجتمعات
تستفيد دول وأعمال ومجتمعات ومجموعات بأكملها من تنفيذ البرامج والسياسات التي تتبنى مفهوم تمكين المرأة، حيث أن التمكين يعد أحد الشؤون الإجرائية الأساسية لمعالجة قضايا حقوق الإنسان والتنمية.
تشير التنمية البشرية وأسلوب الإمكانيات وأهداف التنمية الألفية وغيرها من الأساليب والأهداف الموثوقة إلى تمكين المرأة ومشاركتها كخطوة ضرورية يجب اتخاذها إذا ما أرادت الدول التغلب على العقبات المرتبطة بالفقر والتنمية.

## تمكين المرأة في أفريقيا
تعاني أفريقيا من أكبر القضايا المتعلقة بالجنس في العالم حيث يُنظر للمساواة بين الجنسين في أفريقيا كحلم بعيد المنال لكن ما يزال هناك من يُقاتل من أجل تحقيق تمكين المرأة، وفي قمة رؤساء الدول المنعقدة في يناير قرر الاتحاد الأفريقي دعم محاربة عدم المساواة بين الجنسين وإعلان عام 2015 «عامًا لتمكين المرأة والتنمية من أجل أجندة أفريقيا 2063»
وهذه هي المرة الأولى التي يقوم بها الاتحاد الأفريقي بفعل ذلك منذ تأسيسه قبل عشر سنوات، وعلى الرغم من أن النساء أحرزن تقدمًا لترويج أنفسهن اقتصاديًا إلا أنهن مازلن يواجهن مشكلات عندما يتقدمن لوظائف ويمتلكن أراضي ويرثن أملاكًا.
يعتقد الكثير من الناس بأنه يجب على القادة أن يدركوا وجود الشابات والفتيات وأنهم لسن مجرد إحصائية وعليهم أن يخلقوا الوقت للالتقاء بهن والحوار معهن والاستماع إليهن ومن ثم العمل لحل مشاكلهن. وتقوم الأمم المتحدة مع المنظمات الأخرى بالعمل جاهدين لتحقيق المساواة بين الجنسين وتسهيل حياة النساء الأفريقيات.

## المنافع الاقتصادية لتمكين المرأة
عندما يتم تمكين المرأة لتعمل وتساهم بشكل أكبر تصبح إمكانية النمو الاقتصادي أكثر وضوحًا، حيث تعتمد معظم النساء حول العالم على قطاع العمل غير الرسمي كمصدر للدخل. تمكين المرأة في الدول النامية أمرًا أساسيًا لتقليل الفقر العالمي وذلك لكون النساء يشكلن جزءًا كبيرًا من عدد الفقراء في العالم. وإقصاء جزء كبير من القوى العاملة لدولةٍ ما على أساس الجنس فقط له اثار سلبية على الاقتصاد.
كما أن مشاركة النساء في المشاورات والمجموعات والأعمال تزيد من فعاليتها. وللحصول على فكرة عامة عن تأثير تمكين النساء على الاقتصاد فقد أجريت دراسة على الشركات المتواجدة في قائمة فورتشن 500 (وهي قائمة سنوية تصدر عن مجلة فورتشن تضع ترتيبًا لأعلى 500 شركة أمريكية حسب إيراداتها) ووجد أن «الشركات التي تضم نساء أكثر في مجالس إداراتها تحقق عوائد مالية أكبر من غيرها وتضمنت الزيادة 53% في حقوق الملكية للمساهمين و42% في المبيعات و67% في رؤوس الأموال المستثمرة».
فهذه الدراسة توضح المنافع الاقتصادية التي تترتب على وجود النساء في الشركات، ولو تم تطبيق هذا الأمر على نطاق عالمي فضم النساء للقوى العاملة الرسمية (مثل ما فعلته الشركات في قائمة فورتشن 500) ستزيد من الإيرادات الاقتصادية للدولة.
وإن استطاعت النساء تسخير المعرفة والمهارات التي يمتلكنها في وظائفهن فإنهن حتمًا سيساهمن في ازدهار الأعمال والاقتصادات.